# Christos Papanikolaou
Christos Papanikolaou, griechisch Χρήστος Παπανικολάου, manchmal auch anders transkribiert, (* 25. November 1941 in Trikala) ist ein ehemaliger griechischer Stabhochspringer, der zwischen 1970 und 1972 den Weltrekord hielt sowie 1968 Vierter bei den Olympischen Sommerspielen wurde. Nach seiner sportlichen Karriere arbeitete er als Lehrkraft für Leichtathletik an der Universität Athen sowie als Nationaltrainer in Griechenland.

## Karriere

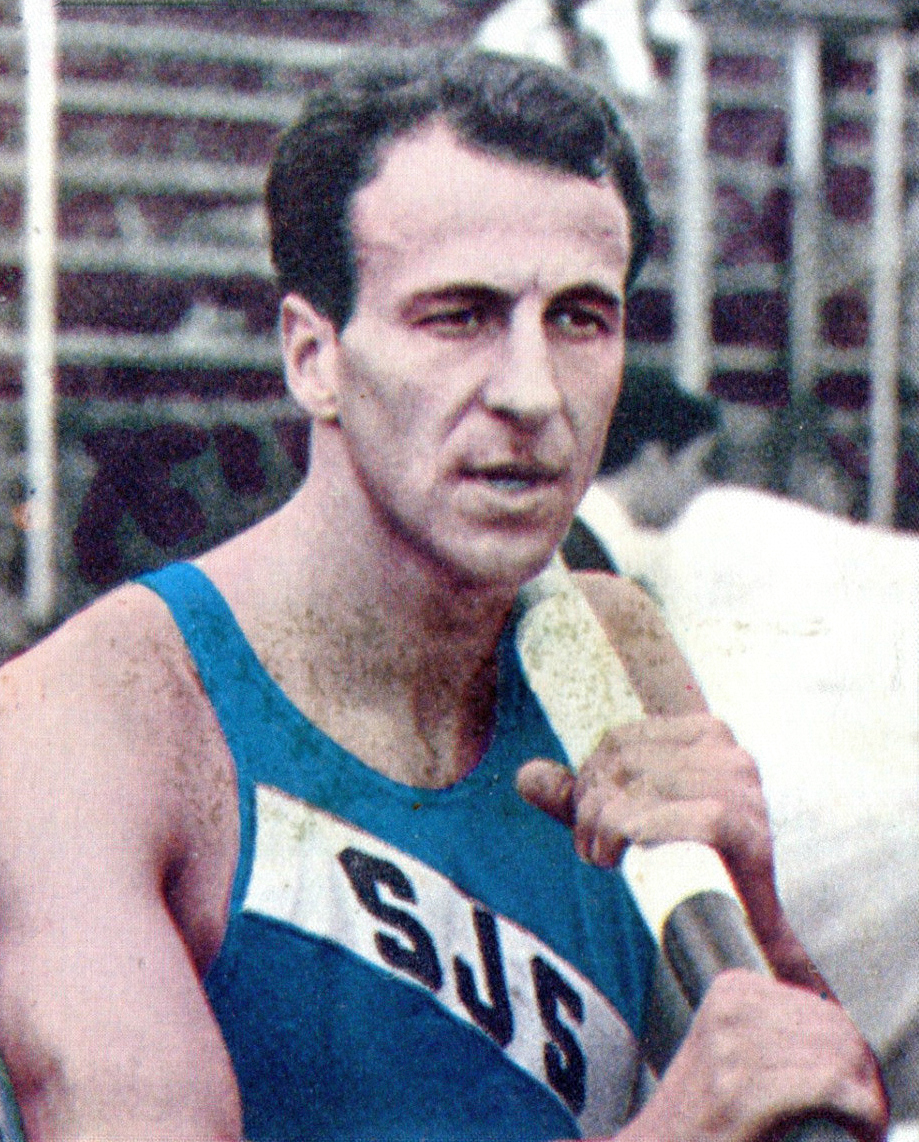
Christos Papanikolaou

Während der Schulzeit startete für den Sport Club Trikala, ehe er nach dem Abitur nach Athen in die Nationale Sporthochschule zog und nun für Panathinaikos startete. 1961 brach er zum 1. (von insgesamt 13-mal bis 1977) den griechischen Rekord im Stabhochsprung. Er gewann achtmal den Stabhochsprung der Balkanspiele, 1967 und 1971 bei den Mittelmeerspielen, nahm dreimal (1964–72) an den Olympischen Spielen teil (Olympiavierter mit 5,40 m 1968) und sprang 1970 mit 5,49 m Weltrekord. Diese Leistung war in der angelsächsischen Welt besonders wichtig, da er der Erste war, der die 18 Fuß überquerte. Er war zwei Jahre lang der Weltrekordhalter. 1966 bei der Europameisterschaft wurde er Zweiter. 1970 bei der FISU-Studentenweltmeisterschaft wurde er ebenfalls Zweiter hinter seinem Dauerrivalen Wolfgang Nordwig.
1967 stellte er mit 6.073 Punkten einen griechischen Rekord im Zehnkampf auf und gewann mit dieser Leistung die griechische Meisterschaft. Er wurde 5-mal zum griechischen Sportler des Jahres gewählt und war Sprecher der Vereinigung griechischer Olympioniken.
Von 1967 bis 1970 war er Student an der San José State University, trainierte bei Bud Winter, wo er seine Anlaufgeschwindigkeit deutlich steigern konnte. 1969 war er amerikanischer Hochschulmeister.